# 克莱门特·克罗巴克波
克莱门特·克罗巴克波（英語：Clement Krobakpo，1994年7月1日—），尼日利亞男子羽毛球運動員。

## 簡歷
2018年6月，克莱门特·克罗巴克波出戰科特迪瓦羽毛球國際賽，與多卡斯·阿乔克·艾德索康合作贏得混合雙打比賽冠軍。

## 主要比賽成績
只列出曾進入準決賽的國際賽事成績：
| 年份   | 賽事                         | 公開賽級別 | 項目     | 搭檔                   | 成績   |
| ------ | ---------------------------- | ---------- | -------- | ---------------------- | ------ |
| 2015年 | 非洲羽毛球錦標賽             | 其他       | 混合團體 | －                     | 季軍   |
| 2015年 | 非洲羽毛球錦標賽             | 其他       | 男子單打 | －                     | 季軍   |
| 2017年 | 非洲羽毛球錦標賽             | 其他       | 混合團體 | －                     | 季軍   |
| 2017年 | 科特迪瓦羽毛球國際賽         | 未來系列賽 | 男子單打 | －                     | 準決賽 |
| 2017年 | 科特迪瓦羽毛球國際賽         | 未來系列賽 | 男子雙打 | Gideon Babalola        | 準決賽 |
| 2017年 | 貝寧羽毛球國際賽             | 未來系列賽 | 男子單打 | －                     | 準決賽 |
| 2018年 | 全非洲羽毛球男女子團體錦標賽 | 其他       | 男子團體 | －                     | 亞軍   |
| 2018年 | 非洲羽毛球錦標賽             | 其他       | 男子單打 | －                     | 季軍   |
| 2018年 | 科特迪瓦羽毛球國際賽         | 國際系列賽 | 混合雙打 | 多卡斯·阿乔克·艾德索康 | 冠軍   |
| 2019年 | 全非羽毛球錦標賽             | 其他       | 男子單打 | －                     | 季軍   |
| 2019年 | 非洲運動會羽毛球比賽         | 其他       | 混合團體 | －                     | 金牌   |

| 2007-2017年 | 首要超級賽 | 超級賽 | 黃金大獎賽 | 大獎賽 | 國際挑戰賽 | 國際系列賽 | 未來系列賽 | 其他 |

| 2018-2026年 | 總決賽 | 超級1000賽 | 超級750賽 | 超級500賽 | 超級300賽 | 超級100賽 | 國際挑戰賽 | 國際系列賽 | 未來系列賽 | 其他 |